# Lyons Falls
Lyons Falls – wieś w Stanach Zjednoczonych, w stanie Nowy Jork, w hrabstwie Lewis.